# 国立高雄餐旅大学
国立高雄餐旅大学（こくりつたかおさんりょだいがく、英語: National Kaohsiung University of Hospitality and Tourism、公用語表記: 國立高雄餐旅大學）は、高雄市小港区松和路1号に本部を置く中華民国（台湾）の国立大学。1995年創立、2010年大学設置。大学の略称は高餐。
餐旅とは英語の"Hospitality"、日本語では「ホスピタリティ」の意味。高いスキルと外国語の応用力を持ちホスピタリティ業界(ホテル、レストラン、旅行会社、航空会社など)において即戦力として活躍できる人材を養成することを目的として1995年12月に設立された台湾で唯一の大学である。

## キャンパス
- 行政ビル(地上7階、地下1階、エレベーター2基)
- 人文ビル(地上6階、地下1階、エレベーター2基)
- 教学ビル(地上5階、地下1階、エレベーター1基)
- 第三教学ビル(地上6階、地下1階、エレベーター3基)
- 図書資訊館(地上7階、地下1階、エレベーター2基)
- 第一実習ビル(地上8階、地下1階、エレベーター3基)

　1F旅行社、2F西洋料理厨房、3Fベーキング＆ペストリー厨房、4F空港・機内シミュレーション、5F中国料理厨房、6Fバーテンダーシミュレーション他、7F実習用レストラン、8F群賢会館(迎賓用ホテル)
- 第二実習ビル(地上8階、地下1階、エレベーター3基)

　1F大教室、2F西洋料理厨房、3Fベーキング＆ペストリー厨房、4F教師研究室、6F夜間部事務室、7F実習用レストラン、8Fホテル実習用シミュレーション
- 精誠楼(地上10階、地下1階、エレベーター3基)学生寮
- 勤僕楼(地上10階、地下1階、エレベーター3基)学生寮
- 師生(教師学生)食堂(地上2階、地下1階)

- 国立高雄餐旅学院キャンパス配置図

## 歴史
| 年     | 月日 | 事跡 |
| ------ | ---- | --- |
| 1992年 | 8月  | 行政院内に学校設立事務局を設置                                                                                        |
| 1995年 | 12月 | 「国立高雄餐旅管理専科学校」として設立。                                                                              |
| 1996年 | 2月  | 短大(二専)部第一期生入学。                                                                                            |
| 2000年 | 8月  | 大学(技術学院)に昇格、「国立高雄餐旅学院」と改称。                                                                    |
| 2002年 | 8月  | 統一入学測験(センター試験)に「餐旅類」が新設される。 単独での学生募集を停止し、統一入学測験を通じての学生募集を開始。 |
| 2010年 | 8月  | 「国立高雄餐旅大学」と改称。                                                                                          |

## 学術単位

### 系（学科）大学部11学科
- ホテルマネージメント学科 （中国語名：旅館管理系）
- フード＆ビバレッジマネージメント学科 （通称：レストランマネージメント学科） （中国語名：餐飲管理系）
- 西洋料理厨房技芸学科 （中国語名：西餐厨芸系）
- トラベルマネージメント学科 （中国語名：旅運管理系）
- エアライン＆トランスポートサービスマネージメント学科 （中国語名：航空暨運輸服務管理系）
- ベーキング＆ペストリーマネージメント学科 （中国語名：烘焙管理系）
- 中国料理厨房技芸学科 （中国語名：中餐厨芸系）
- ホスピタリティマーケティング＆コンベンションマネージメント学科 （中国語名：餐旅行銷暨會展管理系）
- レジャーレクレーション＆ツーリズムマネージメント学科 （中国語名：休閒暨遊憩管理系）
- 応用日本語学科 （中国語名：応用日語系）
- 応用英語学科 （中国語名：応用英語系）

### 科（学科）5年制専科部（高等専門学校部）1学科
- フード＆ビバレッジ厨房技芸学科 （中国語名：餐飲厨芸科）

### 研究所（大学院研究科）4課程
- ホスピタリティマネージメント研究所 （中国語名：餐旅管理研究所） （修士課程）
- トラベルインダストリーマネージメント研究所 （中国語名：旅遊管理研究所） （修士課程）
- 台湾飲食文化産業研究所 （修士課程）
- ホスピタリティ教育研究所 （中国語名：餐旅教育研究所） （修士課程）

### 研究センター
- 教養課程センター
- 教職養成センター

### 行政単位(部署)
- 校長室(学長室)
- 副校長室(副学長室)
- 秘書室
- 会計室
- 人事室
- 体育室
- 軍訓室
- 国際事務処(欧米組、アジア太平洋組、国際発展組、国際教育組)
- 教務処
- 学生事務処
- 総務処
- 図書資訊館(図書情報館)
- 物流センター
- 進修部(夜間部)
- 研究発展処
- 餐旅技術研発中心(ホスピタリティ技術研究発展センター)
- 馬上辦服務中心(サービスセンター)
- 教学資源・教師発展センター

## 学生
現在の学生数は全日制、夜間部を合わせて約4000人。留学生はブラジルなど中南米諸国や日本、東南アジアから来ている。

## 教員

### 歴代学長
| 代    | 氏名   | 任期           |
| ----- | ------ | -------------- |
| 初代  | 李福登 | 1995年～2004年 |
| 第2代 | 容継業 | 2004年～現在   |

### 海外交流提携大学
- Oxford Brookes University(イギリス)
- 香港理工大学(香港特別行政区)
- マカオ旅遊学院(マカオ特別行政区)
- Christelijke Hogeschool Noord-Nederland(オランダ)
- University of South Carolina(アメリカ)
- 上海師範大学旅遊学院(中国)
- 北京第二外国語学院(中国)
- 九州国際大学(日本)
- 城西国際大学（日本）

15カ国(地域)41大学

## 主な教員
- 掌慶琳（教授）文化觀光、餐旅行銷研究、觀光行為研究／博士
- 黄女玲　応用日語系主任／博士（大阪大学）
- 吳岳樺　応用日語系副教授／博士
- 蘇昭旭 - エアライン＆トランスポートサービスマネージメント学科助理教授（准教授）、鉄道研究家。

## 客員教授
- 丸山政行　関西国際大学人間科学部教授／博士（経済学）